# Кабрал, Домингус Гедис
Домингес Гедис Кабрал (1852—1883) — бразильский врач, философ и материалист.

## Биография
Родился Домингес Кабрал в 1852 году. Поступил и через 5 лет окончил медицинский факультет университета в Байя. После окончания университета, он писал докторскую диссертацию «Функция мозга» на степень доктора наук. К сожалению, защитить данную диссертацию ему не удалось из-за реакционно настроенных против него профессоров и руководства медицинского факультета. После катастрофического провала в медицинской деятельности, он решил стать философом. Он утверждал, что Адам — это чистейший миф, и отмечал, что ближайшим родственником человека является обезьяна.
Скончался Домингес Кабрал в 1883 году.

## Избранные сочинения
- Кабрал Д. Г. Наука и священник. — 1876.
- Кабрал Д. Г. По поводу Функции мозга. — 1876 (дополнение к книге «Функция мозга»).
- Кабрал Д. Г. Функция мозга. — 1876.